# 母火

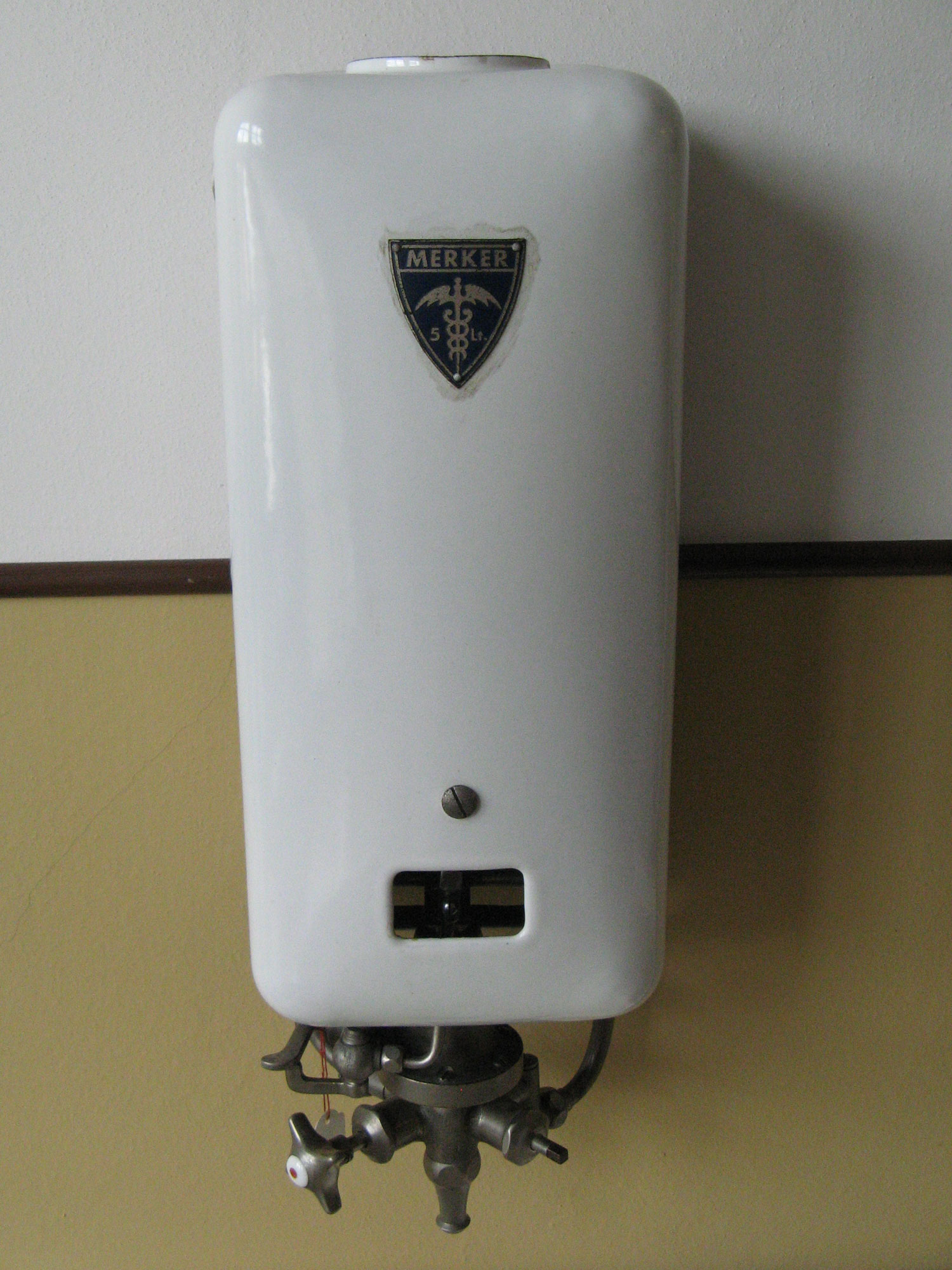
1930年代的Merker即熱式燃氣熱水器，長明火在前蓋孔中清楚可視。大開口讓人可以以火柴或蠟燭點燃長明火

母火是一小簇燃氣火焰，通常以天然氣或液化石油氣為燃料，作為點燃功率更高的氣體燃燒器的火源。最初母火只能永久保持燃點，但這對燃氣造成巨大浪費。現時更普遍的是以電力來燃點燃燒器，但當需要高能量燃點火源時（如點燃大型燃燒器），仍使用燃氣長明火。
1922年5月13月，兩名紐澤西州紐華克公共燃氣服務公司的員工，Conrad Shuck, Jr.和George Layer，以「安全燃氣控制系統」的名義申請了美國專利。
英文「pilot light」一詞偶爾亦會用在電力指示燈上，照亮以顯示電力可用，或顯示電子設備正在運行。那些指示燈最初採用白熾燈或氖燈，但現時大多採用LED燈。

## 應用
母火常用於熱水器、中央供暖系統、壁爐、火焰噴射器與熱氣球中。

## 安全保障
在天然氣暖氣爐、熱水器、房間供暖系統中，通常都有裝有安全斷路器，母火熄滅時，對長明火和供暖系統的燃氣供應會被電動閥門切斷。這些斷路器多以以下數種方式偵測母火︰
- 火焰整流設備[2]
- 裝有水銀的探測器，以偵測母火所發出的熱。長明火熄滅時，水銀收縮導致有足夠壓力以啟動電力開關，中斷電力並關閉氣閥
- 光敏電阻用於偵測母火燈發出的光。當長明火熄滅時，連接至光敏電阻的電路會關閉氣閥。
- 在火焰中使用熱電偶可確保加熱設備的安全，火焰燃燒產生足夠電流以保持氣閥開啟。當母火熄滅時，熱電偶的溫度下降，切斷電流，關閉氣閥。

其他不用電元件的方法，如母火加熱雙層電熱元件或充氣管，施加機械壓力以保持氣閥開啟。若母火熄滅，氣閥關閉。如要重新啟動系統，則需要手動打開氣閥並燃點它，在電熱元件加熱至可維持開啟前，需一直手動打開氣閥。非電元件方案適用於不使用電的系統。
以上各例皆為失效安全保護系統。

## 能源浪費
在裝有母火的家庭供暖系統中，估計有一半的用度來自長明火，每簇長明火平均使用70-500 W燃氣能量(每年約8和16 GJ)。在多種用具(如空間加熱器、暖氣爐、熱水器)中，母火的熱通常都會在與主燃燒器相同的腔室中釋放。母火在空間加熱器上散失的熱，遠比其他用途少，這是因為空間加熱器加熱一個較小的密閉空間。母火模式下燃氣平衡煙道局部空間加熱器的效率幾乎等同於設備在低功率下測量到的效率，基於所消耗燃氣的低熱值，效率介乎65-95 %，將母火的部分能量消耗轉化為有用的熱。

## 可替代方法
母火的替代方法是，一套在兩電極間產生高壓電弧或火花的系統，以點燃流往燃燒器的燃氣。這系統的失效安全保護設計要求燃燒器有能通過以電流流過火焰的偵測設備，由燃點控制器連接至氣閥內的火焰整流設備電路接收信號。火焰整流器會在電子流過燃燒中的火焰時運作，燃點控制器偵測到火被點燃了，並保持氣閥開啟。如果設備失去燃氣或火焰熄滅，燃點控制器偵測不到火焰，則關閉氣閥。
熾熱面（red-hot surface）亦可用於燃點燃氣。這種點火器多以碳化矽，氮化矽或其他可以承受長期高熱環境的物料製成。熾熱面點火器常用於烤爐、鍋爐、現代燃氣爐等。
替代方案的缺點是需要高壓電，設備在停電期間不可用。母火為獨立運作，與電力系統並沒有關係。然而，一些設備在停電期間可由外部火源點燃，可能包括煮食爐、烤爐，但不包括密封式或依靠電力來操作泵的加熱鍋爐。
連接至自然通風煙囪的燃燒設備在沒有母火下還有其他缺點，就是煙道中缺少起始氣流。在沒有母火的情況下，煙囪可完全下降至室溫，因而便沒有對流，在屋內溫度低於外部環境時，更可能產生負煙道風(negative chimney draught)，即煙道空氣逆流)。這就是為什麼在夏天會在煙囪口嗅到煤煙味的原因。發生煙道逆流時，冷空氣與熱煙氣可能會經導流口一同進入房間，使房間充斥高濃度的一氧化碳，可能會導致死亡或永久殘障。在這種情況下，並沒有強而有力的物理效應將煙氣驅入煙囪，因此導致煙囪逆流的速度可能是決定性因素。根據煙囪內「起始氣流」的統計數據，永久燃點的母火在防止一氧化碳中毒人數方面，有着重要角色。所以在開放式燃燒設備與自然通風煙囪在節省能源與安全性方面的目標是相反的。